# تئوفیلوس پالایولوگوس
تئوفیلوس پالایولوگوس ( یونانی: Θεόφιλος Παλαιολόγος  ; درگذشت ۱۴۵۳ میلادی) پسر عموی امپراتور کنستانتین یازدهم پالایولوگوس یا حداقل از خانواده پالایولوگوس بود. تئوفیلوس در زمان سقوط قسطنطنیه فرماندهی نیروهای بیزانسی را بر عهده داشت.  لئونارد خیوسی که به عنوان یک متخصص دستور زبان، انسان‌شناس و ریاضی‌دان شناخته می‌شود، گفته می‌شود تئوفیلوس «از دودمانی اصیل و دانشمندی عمیق» بود. لائونیکوس چالکوکوندیل مورخ یونانی و نزدیک به معاصر سقوط قسطنطنیه در کتاب هشتم تاریخ خود، تئوفیلوس را توصیف می‌کند که «تا آخر مردانه می‌جنگد» و ترجیح می‌دهد بمیرد تا کشور و خانواده‌اش را در اسارت ببیند. 